# Langschnabel-Spottdrossel
Die Langschnabel-Spottdrossel (Toxostoma longirostre) ist eine Vogelart aus der Familie der Spottdrosseln (Mimidae). Diese Art hat ein großes Verbreitungsgebiet, das sich auf die Länder Mexiko und USA beschränkt. Der Bestand wird von der IUCN als nicht gefährdet (Least Concern) eingeschätzt.

## Merkmale

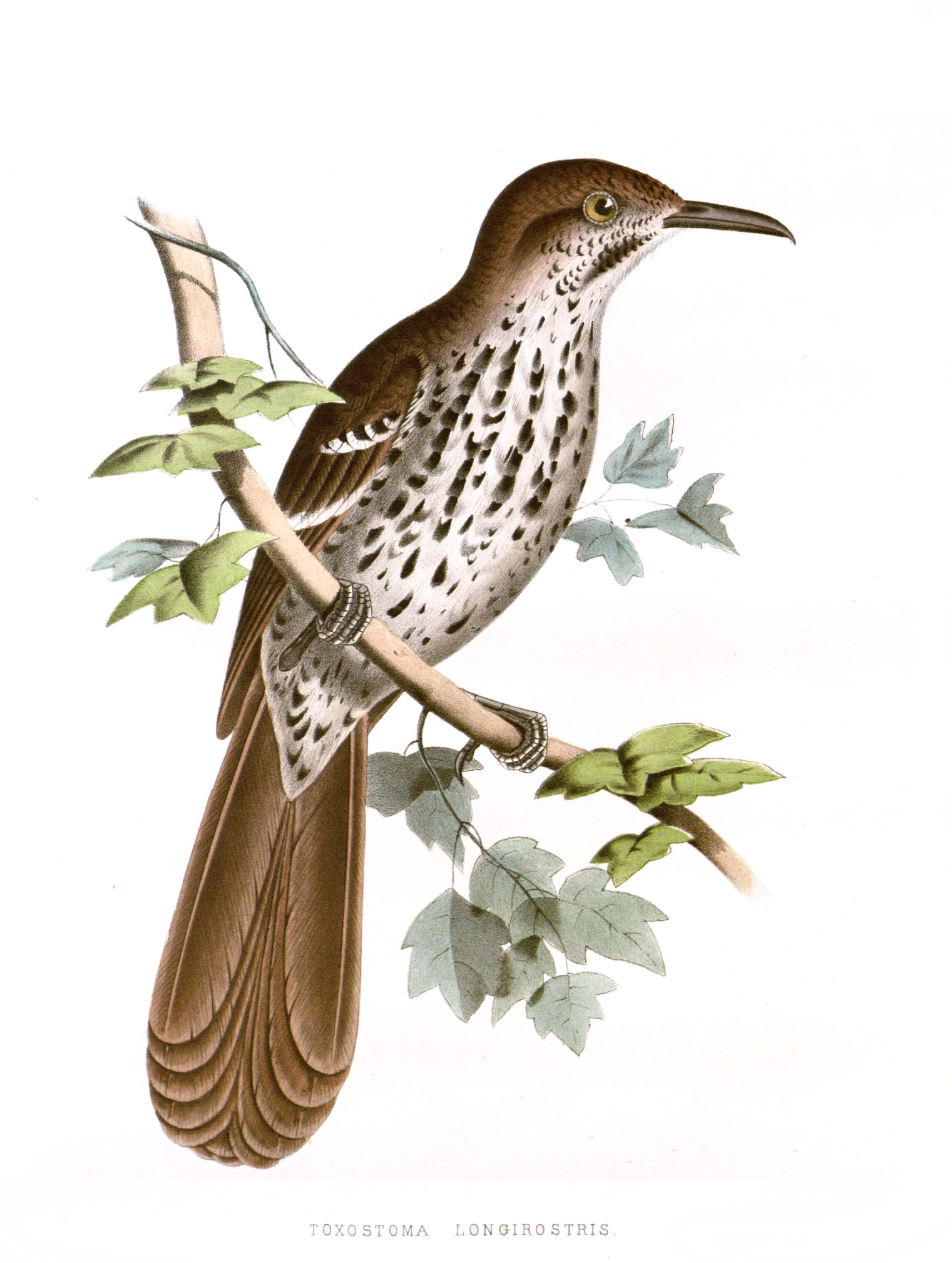
Langschnabel-Spottdrossel, Illustration

Die schlanke Langschnabel-Spottdrossel erreicht eine Körperlänge von etwa 25,5 bis 28 Zentimetern bei einem Gewicht von ca. 70 Gramm. Der lange, leicht gebogene Schnabel ist schwarz, etwas heller an der Schnabelbasis. Die Beine sind grau fleischfarben. Der braune Kopf mit etwas graueren Tönen im Gesichtsbereich wird oft durch einen dunklen Bartstrich angegrenzt. Die Augen sind gelborange bis orangefarben. Die Oberseite ist kräftig braun bis zimtbraun, wobei Bürzel und Schwanz am hellsten sind. An den Flügeln haben sie zwei weißliche Streifen und an den äußeren Steuerfedern mit helleren Sprenkeln. Die Kehle sowie die gesamte Unterseite sind weiß mit dunklen Strichen im Bereich der Wangen sowie groben schwarzen Streifen an der Brust und den Seiten. Die düster wirkenden zentralen Streufedern und Unterschwanzdecken sind im Feld schwer zu erkennen. Zwischen den Geschlechtern besteht kein ausgeprägter Geschlechtsdimorphismus.
Juvenile weisen im Gesicht und der Unterseite weniger Markierungen auf. Außerdem sind die Streifen an den Flügeln hell braungelb.

## Verbreitung und Lebensraum
Sie bewegen sich in trockenen bis halbtrockenen gestrüppartigen Waldgebieten und deren Rändern, dichtem Gebüsch und Hecken. Hier kommen sie an den Atlantikhängen von Meeresspiegel bis Höhen von 1500 Meter vor.

## Verhalten
Sie halten sich normalerweise auf dem Boden oder bodennah versteckt. Zur Futtersuche begeben sie sich auf den Boden und durchforsten diesen nach Insekten. Oft kann man sie auf Zweigen sitzen sehen und ein lautes cleeooeep pfeifen hören. Ihr Nest ist ein globiger Napf aus Zweigen und Gras, das sie in den mittleren Stratifikationsschichten in Büschen und Bäumen bauen. Dort legen sie 2 bis 5 blauweiße Eier, die von dichten rotbraunen und grauen Flecken durchzogen sind. Beide Elternteile beteiligen sich am Nestbau und beim Ausbrüten der Eier.

## Unterarten

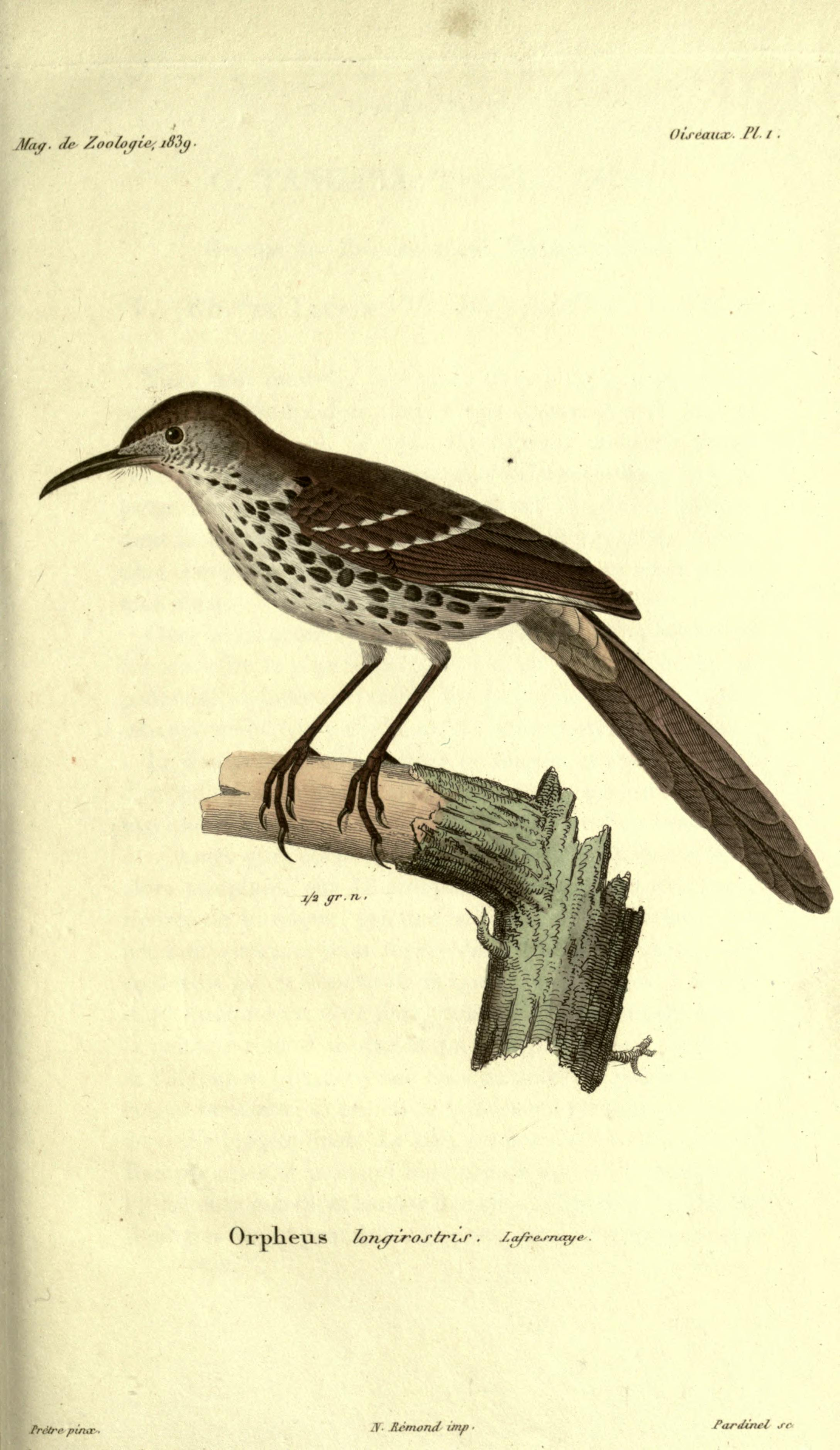
Zeichnung von Jean-Gabriel Prêtre: Langschnabel-Spottdrossel

Es sind zwei Unterarten beschrieben worden, die sich vor allem in ihrer Färbung und ihrem Verbreitungsgebiet unterscheiden:
- Toxostoma longirostre longirostre (Lafresnaye, 1838)[1] Die Nominatform ist vom Südosten des mexikanischen Bundesstaates San Luis Potosí bis in den südlichen Teil des nördlichen Veracruz präsent.
- Toxostoma longirostre sennetti (Ridgway, 1888)[2] Die Subspezies kommt im Südosten Texas südlich von Corpus Christi bis in den Nordosten Mexikos (ersetzt im nördlichen Teil des Nordens von Veracruz die Nominatform) vor. Die Oberseite wirkt trüber und grauer als in der Nominatform.

## Etymologie und Naturhistorie
Die Erstbeschreibung der Langschnabel-Spottdrossel erfolgte 1838 durch Frédéric de Lafresnaye unter dem Namen [Orpheus] longirostris. Das Typusexemplar schrieb er Mexiko und Kalifornien zu. Eine Illustration zur Erstbeschreibung wurde 1839 in Magasin de Zoologie veröffentlicht. Die Illustration lieferte der französischen Künstler Jean-Gabriel Prêtre (1768–1849), die Gravur stammte von Jean Charles Pardinel (1808–1870) und der Druck erfolgte durch Narcisse Claude Julien Rémond (1799–1863). 1831 führte Johann Georg Wagler die neue Gattung Toxostoma Das Wort leitet sich vom griechischen τοξον toxon für »Bogen« und στομα, στοματος stoma, stomatos für »Mund« ab. Der Artname ist ein lateinisches Wortgebilde aus longus für  »lang« und rostrum für »Schnabel«. Mit der Verwendung des Wortes sennetti in einer Unterart ehrte Robert Ridgway den Geschäftsmann, Naturforscher und Ornithologen George Burritt Sennett (1840–1900). Dies ist auch der Grund warum man bei manchen Autoren auch den englischen Trivialnamen Sennett's Thrasher findet.